# White (Georgia)
White – miasto w Stanach Zjednoczonych, w stanie Georgia, w hrabstwie Bartow.